# Cosmosoma plagiata
Cosmosoma plagiata är en fjärilsart som beskrevs av Rothschild 1910. Cosmosoma plagiata ingår i släktet Cosmosoma och familjen björnspinnare. Inga underarter finns listade i Catalogue of Life.